# Râul Cricovul Sărat
Râul Cricovul Sărat este un curs de apă afluent al râului Prahova.

## Etimologie, descriere
Numele de „sărat" l-a căpatăt datorită faptului că în zona superioară din aria comunei Sângeru, dar și prin afluentul său Salcia primește ape sărate (chiar saturate in sare) din pâraiele ce se formează în dealurile învecinate. Aceste dealuri ascund în subsol și uneori chiar la vedere depozite de sare. Aceste depozite au fost exploatate în vechime atât pentru folosință locală dar și în scop comercial.
Apa sărată care se varsă în Cricov îi dă și numele dar și o calitate nedorita, este o apă „rea" la gust și nu prea bogată în pești. De fapt, în zonele superioare peștii nu se găsesc decât în afluenții săi dulci (așa cum este Chiojdeanca) iar către vărsare apar și cei obișnuiți apelor dulci de câmpie, dar sunt puțini și nedezvoltați. Din cauza conținutului ridicat de sare, apa sa nu este bună nici pentru irigații. Abia in zona comunei Ciorani, dupa ce primește toti afluenții săi inferiori (care au conținut normal de sare), apa râului devine suficient de "dulce" și poate fi folosită și pentru acest scop. Deși este un râu mic, au fost ani în care, după ploi foarte mari, s-au produs și inundații.

## Hărți
- Harta Județului Prahova